# 親衛隊第2軍
親衛隊第2裝甲軍（德語：II. SS-Panzerkorps）是德國武裝親衛隊的裝甲部隊，1943年由保羅·豪塞爾率領參加第三次卡爾可夫戰役和庫斯克會戰，1944年被派往西線戰場，由威廉·畢特利希擔任指揮官，直到1945年5月8日向美國陸軍投降。